# Stanisław Wieczorek (grafik)
Stanisław Wieczorek (ur. 16 października 1943 w Ujejscu) – polski grafik, pedagog. 

## Życiorys
W 1962 ukończył Państwowe Liceum Sztuk Plastycznych w Bielsku-Białej. Absolwent Wydziału Architektury Wnętrz warszawskiej Akademii Sztuk Pięknych (dyplom obronił w 1969 w Pracowni Projektowania Wystaw i Targów prof. Kazimierza Nity). Po studiach rozpoczął pracę w macierzystej uczelni, gdzie od 1977 prowadził na Wydziale Grafiki Pracownię Brył i Płaszczyzn, a od 1980 - Pracownię Geometrii i Kompozycji. W 1990 otrzymał tytuł profesora nadzwyczajnego sztuk plastycznych, a w 1996 tytuł profesora zwyczajnego. Wielokrotnie pełnił funkcję prodziekana i dziekana Wydziału Grafiki, na którym prowadzi dyplomującą pracownię Multimedialnej Kreacji Artystycznej. W 1984 zainicjował wprowadzenie do programu dydaktycznego ASP elementów pracy z komputerem. Zaprojektował liczne plakaty, w swojej twórczości zajmował się także malarstwem.  
Jest także twórcą i dyrektorem Instytutu „Sztuka Mediów”. W latach 1969–1975 był kierownikiem artystycznym w Wydawnictwach Artystyczno-Graficznych, w redakcji poświęconego propagandzie wizualnej kwartalnika „Sugestie”, w latach 1984–1992 był dyrektorem artystycznym dwumiesięcznika „Projekt”, a w latach 70. współpracował z włoskimi czasopismami „Shop” i „Linea grafica”. Założył Towarzystwo Grafiki Projektantów. 
Mieszka w gminie Jabłonna i działa na rzecz rozwoju i propagowania wydarzeń kulturalnych na terenie gminy. Jest jednym z inicjatorów „Pałacowych spotkań z muzyką” i wystaw w Galerii Oranżeria na terenie zespołu parkowo-pałacowego PAN w Jabłonnie. W 2019 otrzymał tytuł Honorowego Obywatela Gminy Jabłonna

## Odznaczenia
- Złoty Medal „Zasłużony Kulturze Gloria Artis” (3 grudnia 2014)[5]
- Srebrny Medal „Zasłużony Kulturze Gloria Artis” (11 października 2005)[5]
- Odznaka honorowa „Zasłużony dla Kultury Polskiej”

## Nagrody i wyróżnienia
- III nagroda w ogólnopolskim konkursie na opakowanie (1967)
- II nagroda w ogólnopolskim konkursie na plakat „Krew = Życie” (1968)
- I nagroda w ogólnopolskim konkursie na plakat turystyczny „Zwiedzaj Polskę” (1969)
- I nagroda w ogólnopolskim konkursie na plakat turystyczny „Do Polski o każdej porze roku” (1969)
- III nagroda w ogólnopolskim konkursie na plakat „Polski monopol loteryjny” (1971)
- I nagroda w ogólnopolskim konkursie „Najlepszy Plakat Polskiego Handlu Zagranicznego” (1972)
- Nagroda za opracowanie graficzne wystawy „Sekura” w Poznaniu (1975)
- Nagroda III stopnia Ministra Kultury i Sztuki (1975)
- Nagroda II stopnia Ministra Kultury i Sztuki (1980)
- III nagroda w ogólnopolskim konkursie na plakat „Ochrona przyrody” (1986)
- Srebrny Medal na Biennale Plakatu w Katowicach (1995)
- Nagroda I stopnia Ministra Kultury i Sztuki (2000)
- Medal Polskiej Akademii Nauk im. Tadeusza Kotarbińskiego (2011)[6]
- Nagroda 100-lecia ZAiKS-u (2020)[7]
- Nagroda im. Cypriana Karola Norwida w kategorii Sztuki Plastyczne: za dwie wystawy grafiki, Galeria Sztuki na Prostej w Jabłonnie (2020)[8]

Źródło:.